# Graubindiger Mohrenfalter

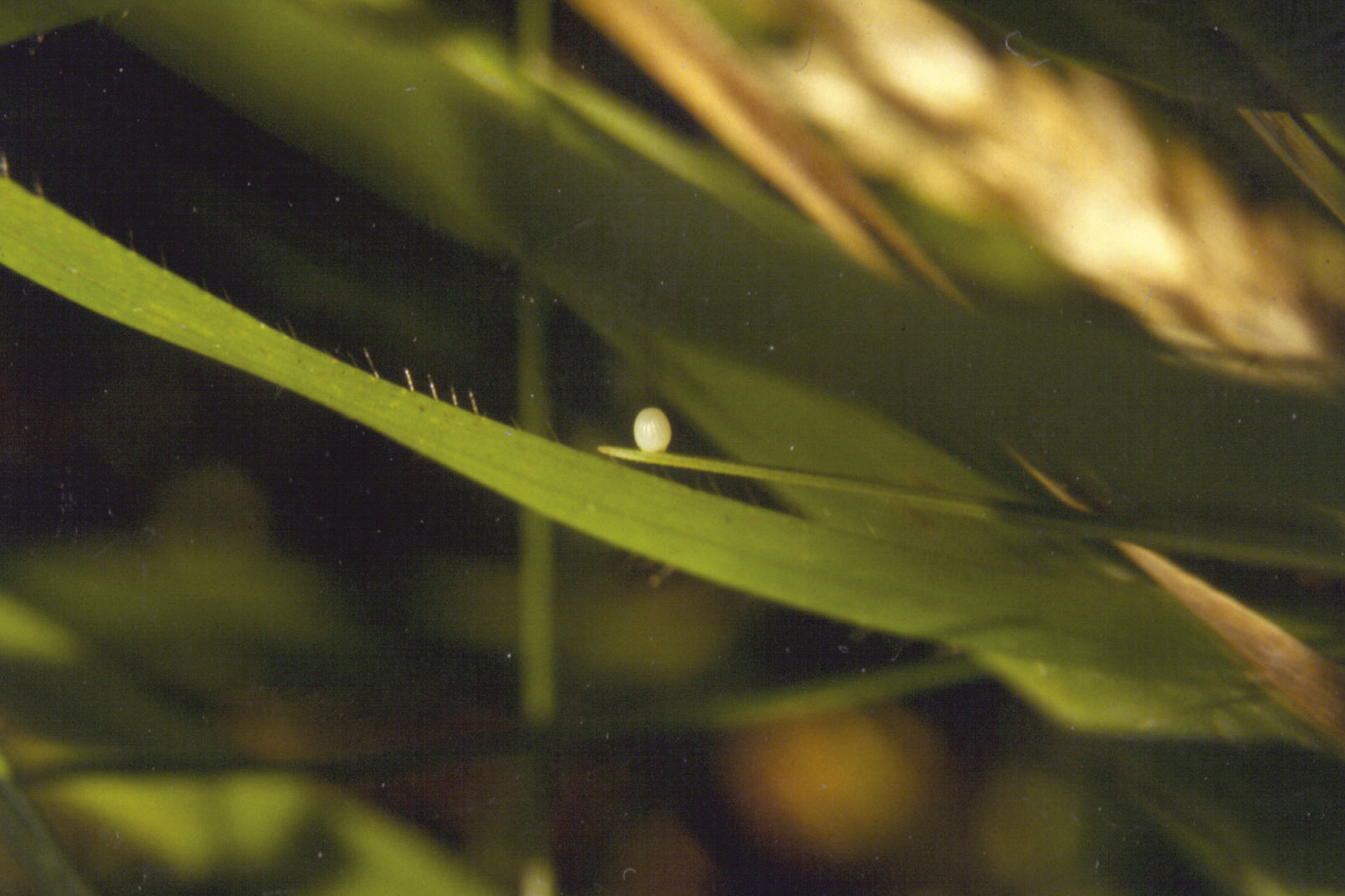
Ei des Graubindigen Mohrenfalters

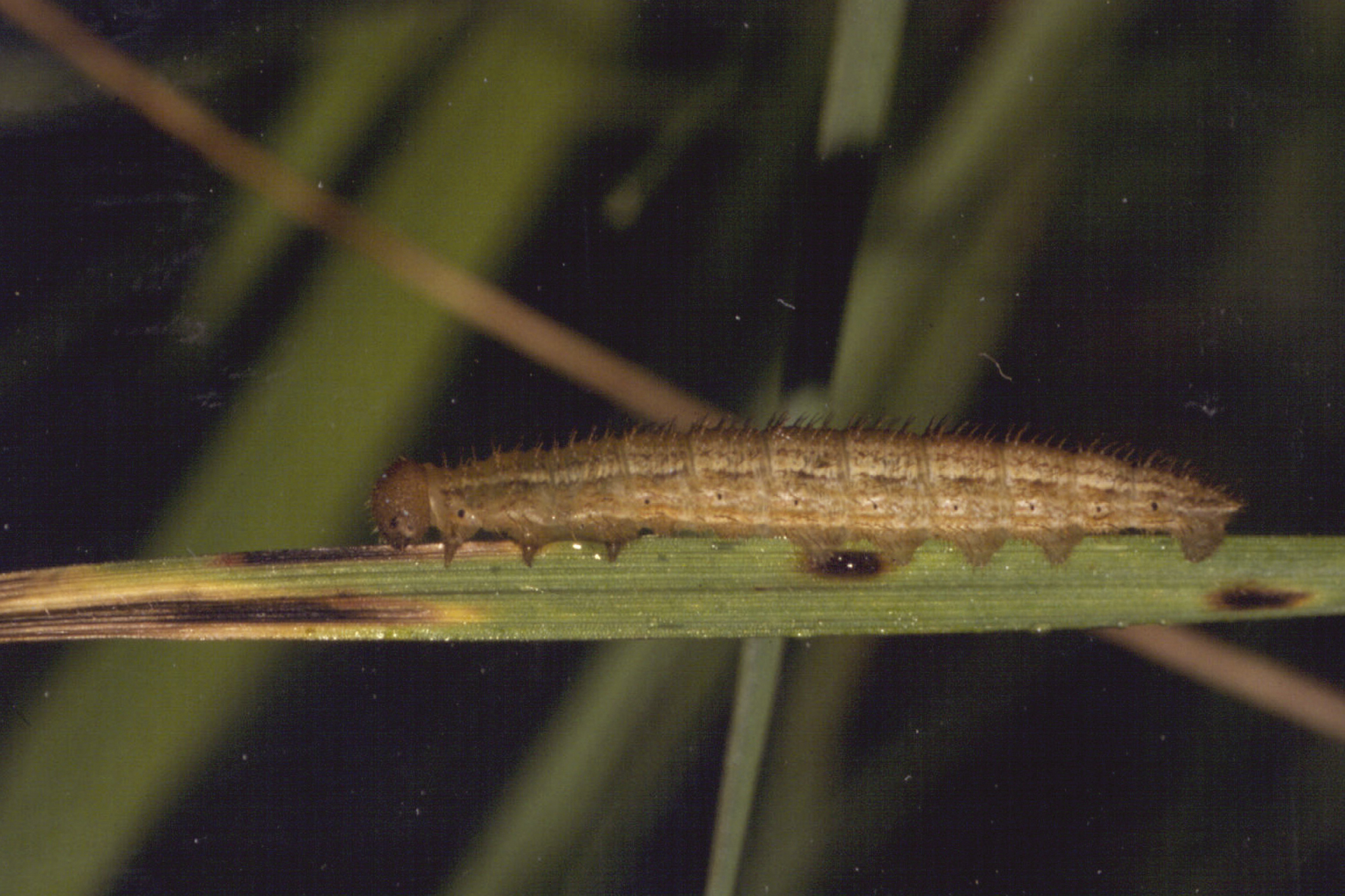
Raupe des Graubindigen Mohrenfalters

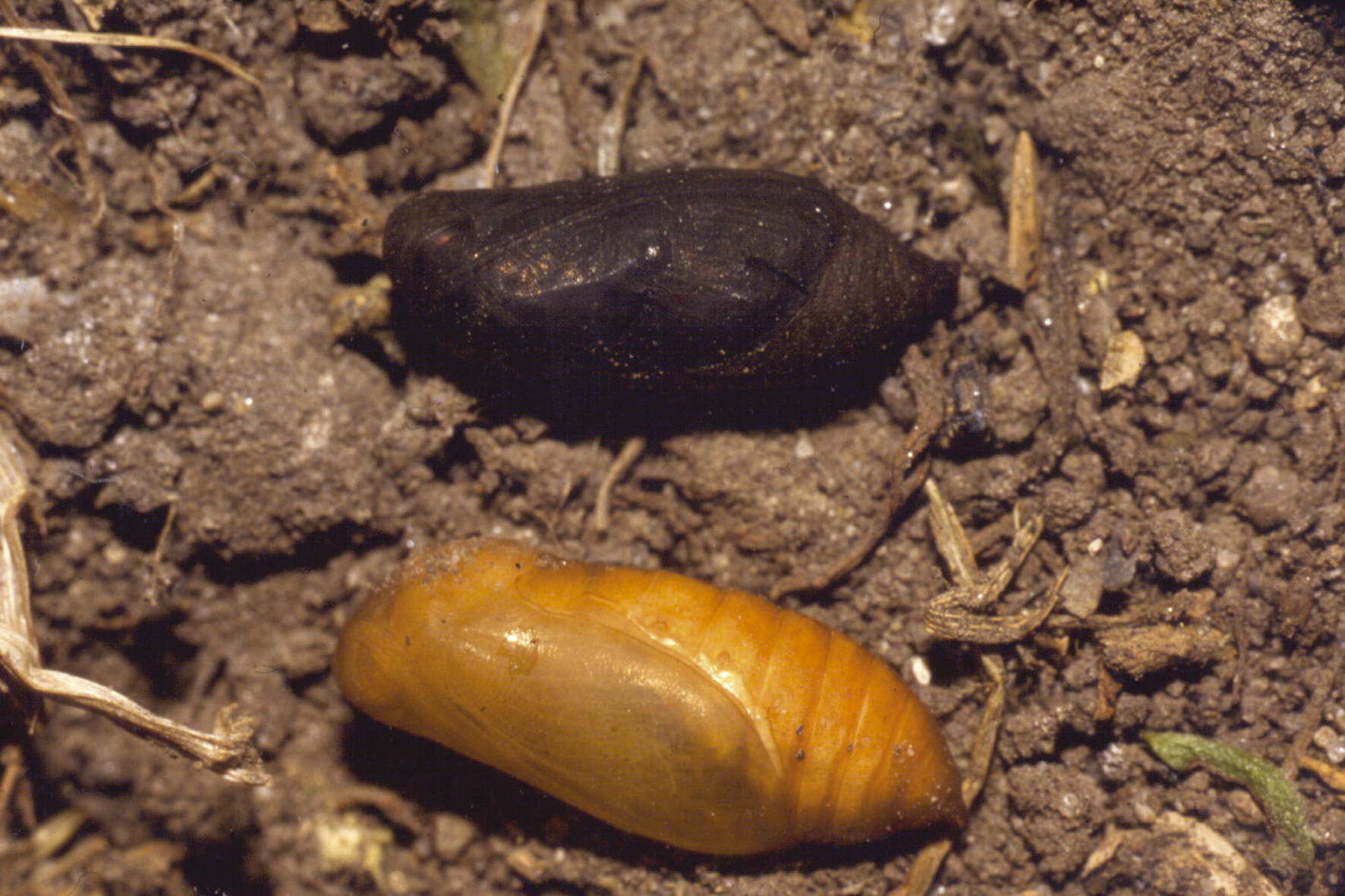
Puppen des Graubindigen Mohrenfalters

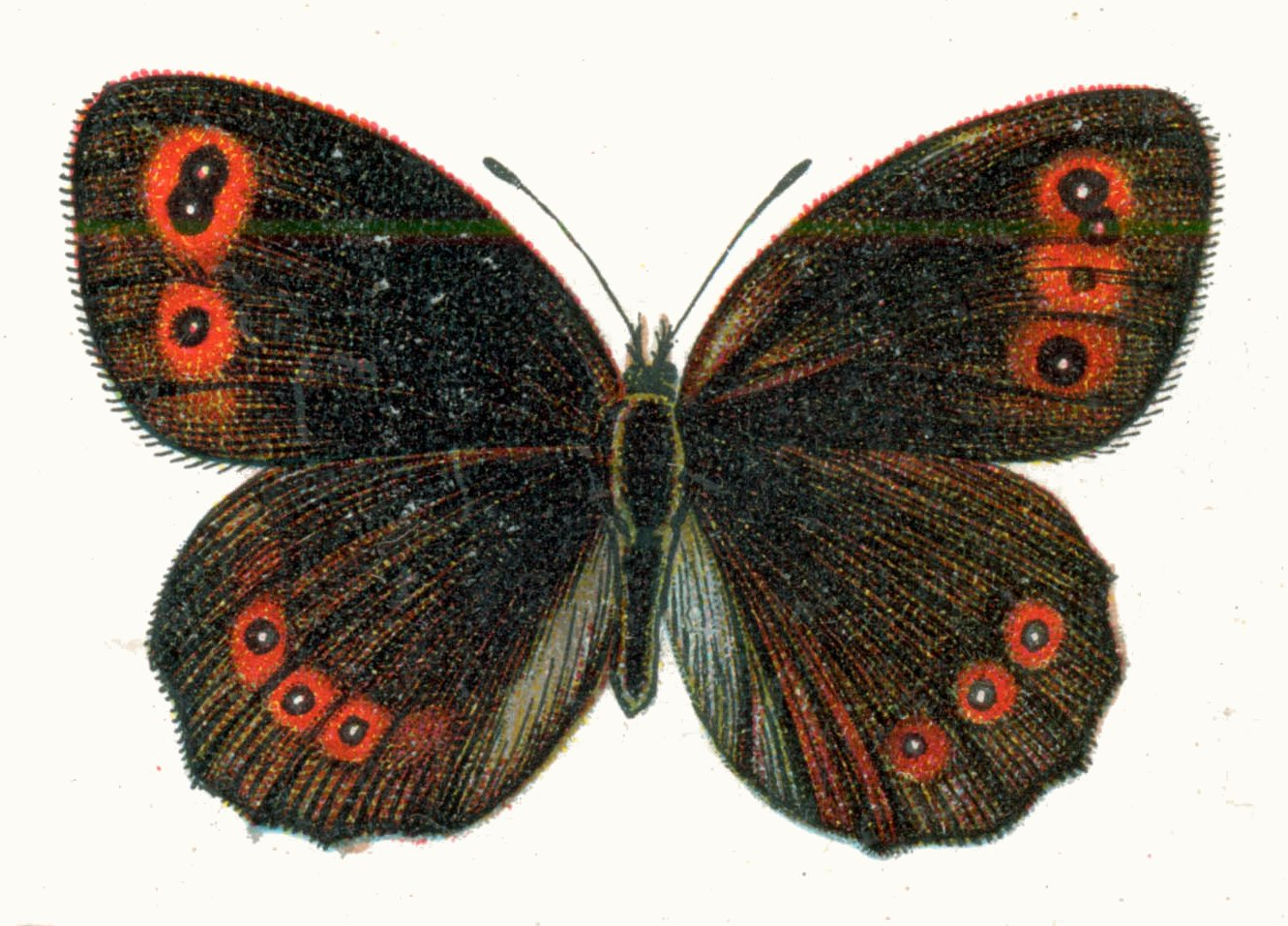
Graubindiger Mohrenfalter, Zeichnung nach F. Nemos

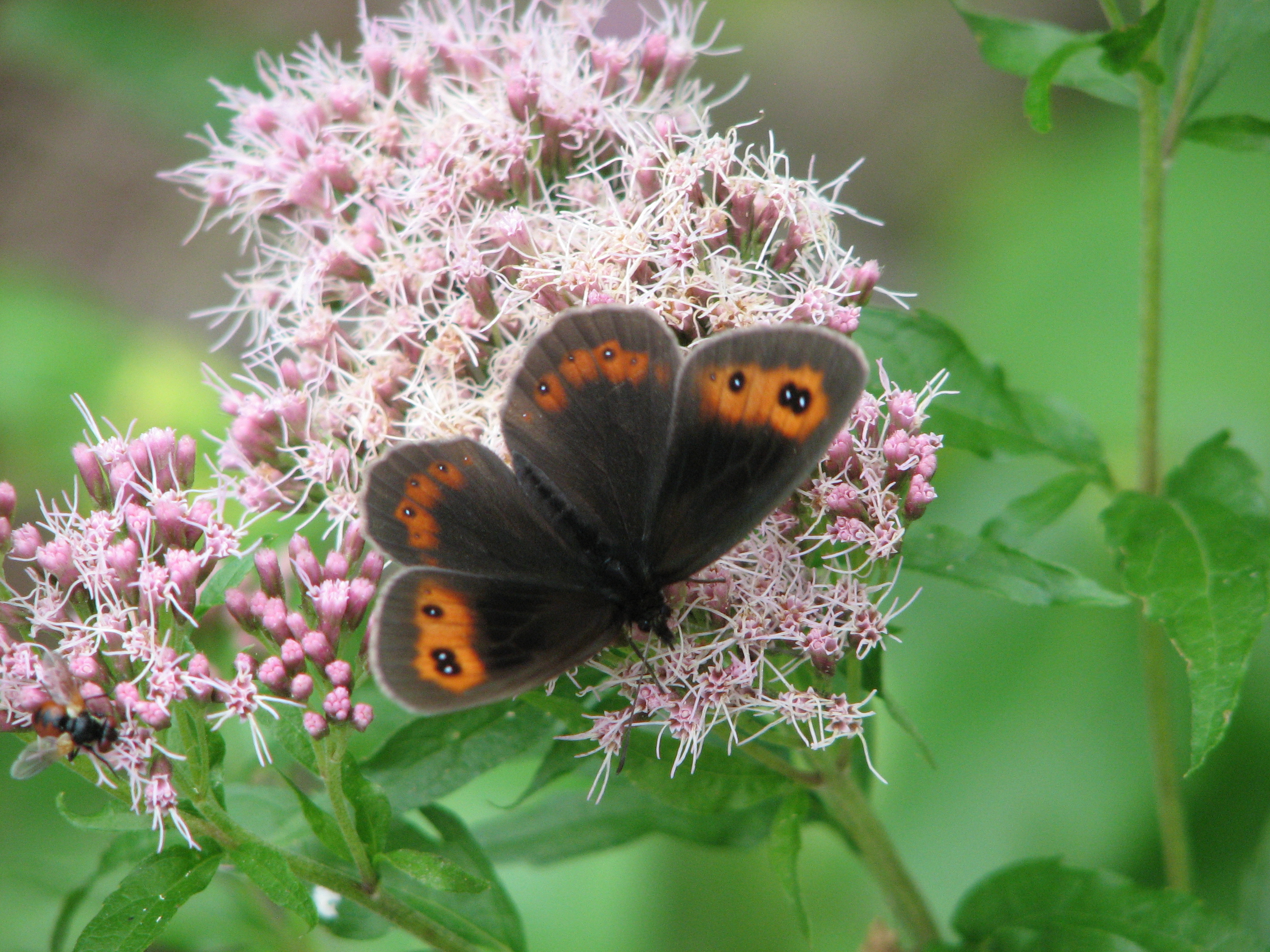
Graubindiger Mohrenfalter

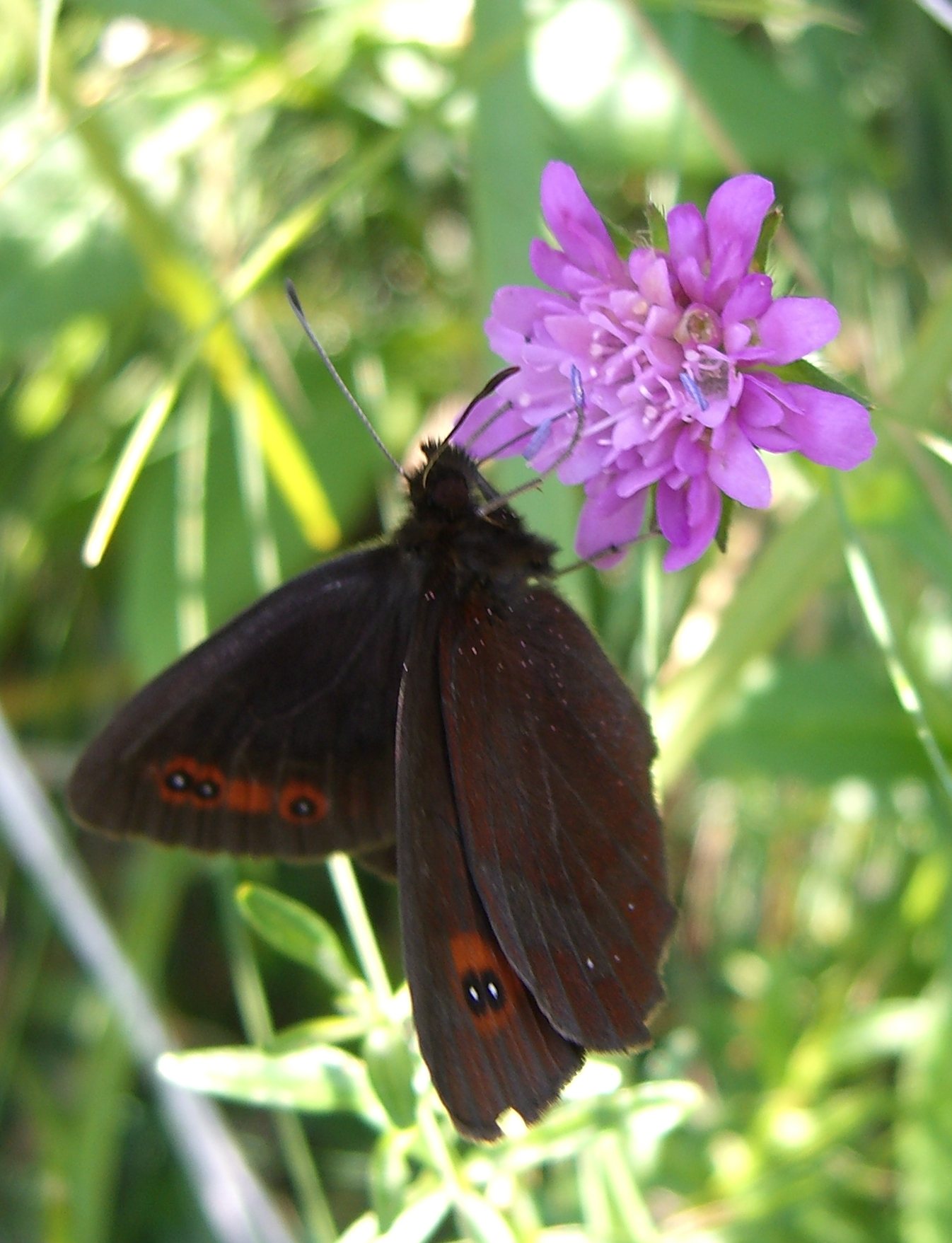
Graubindiger Mohrenfalter

Der Graubindige Mohrenfalter (Erebia aethiops), auch Waldteufel, Trockenrasenwald-Mohr, Wald-Mohrenfalter oder einfach nur Mohrenfalter genannt, ist ein Schmetterling (Tagfalter) aus der Familie der Edelfalter (Nymphalidae). Der Graubindige Mohrenfalter wurde vom BUND Nordrhein-Westfalen zum Schmetterling des Jahres 2003 gewählt.

## Merkmale
Die Länge der Vorderflügeldiagonale variiert in den Alpen von 21 bis 26 Millimeter, die Größe der Falter (bzw. Länge der Vorderflügel) korreliert mit der Höhe. Sie nimmt mit zunehmender Höhe über NN ab. Die Grundfarbe der Vorderflügelober- und -unterseite variiert von Dunkelbraun bis Schwarzbraun. Die rote Postdiskalbinde ist zwischen den Adern M2 und Cu1 mehr oder weniger eingeschnürt. Die Oberseite der Hinterflügel entspricht der der Vorderflügel, jedoch ist die rote postdiskale Binde meist schmaler und zwischen den Augenflecken stärker eingeschnürt, im Extremfall durchgeschnürt und zu roten Flecken reduziert.

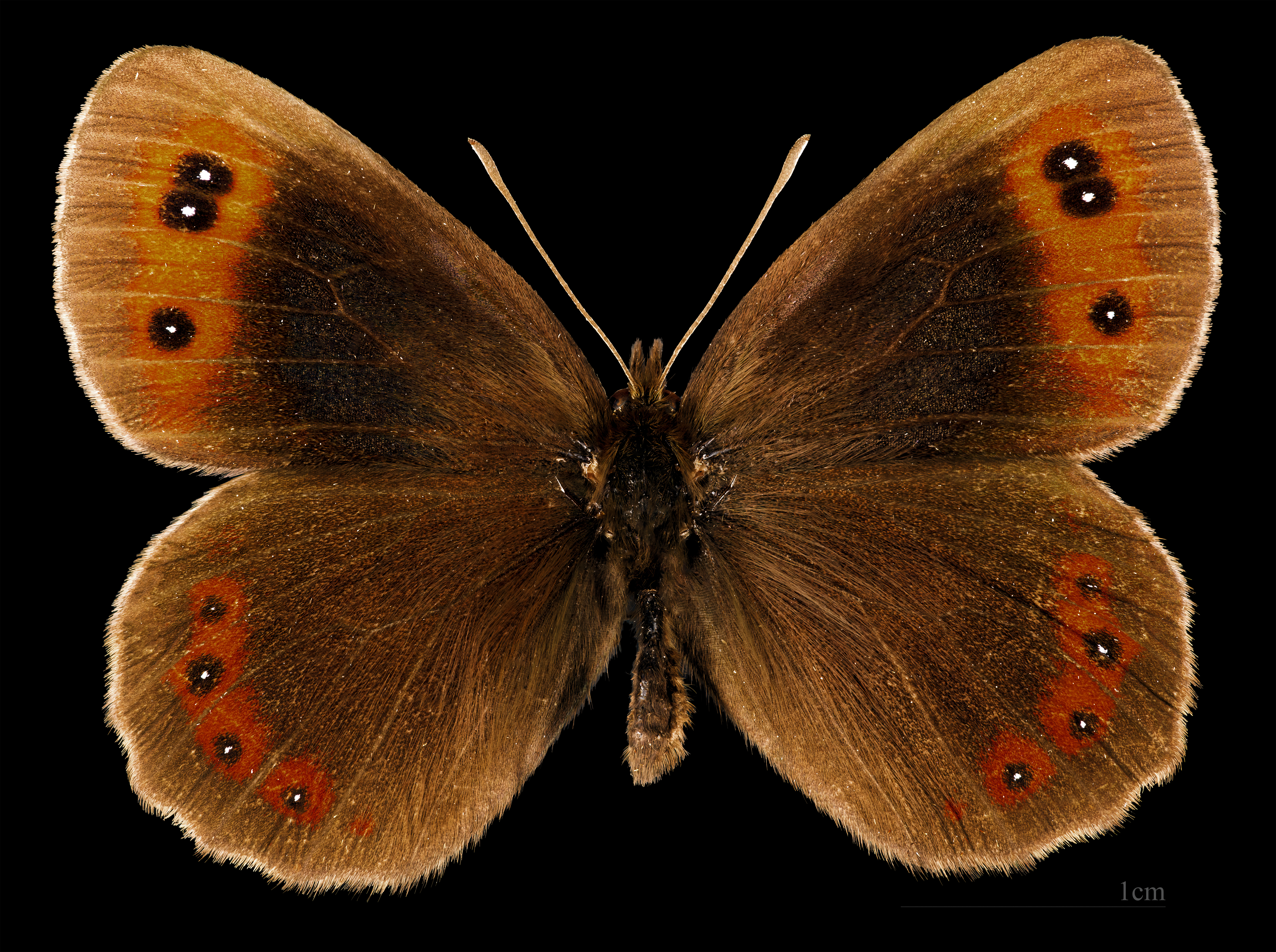
Erebia aethiops ♂
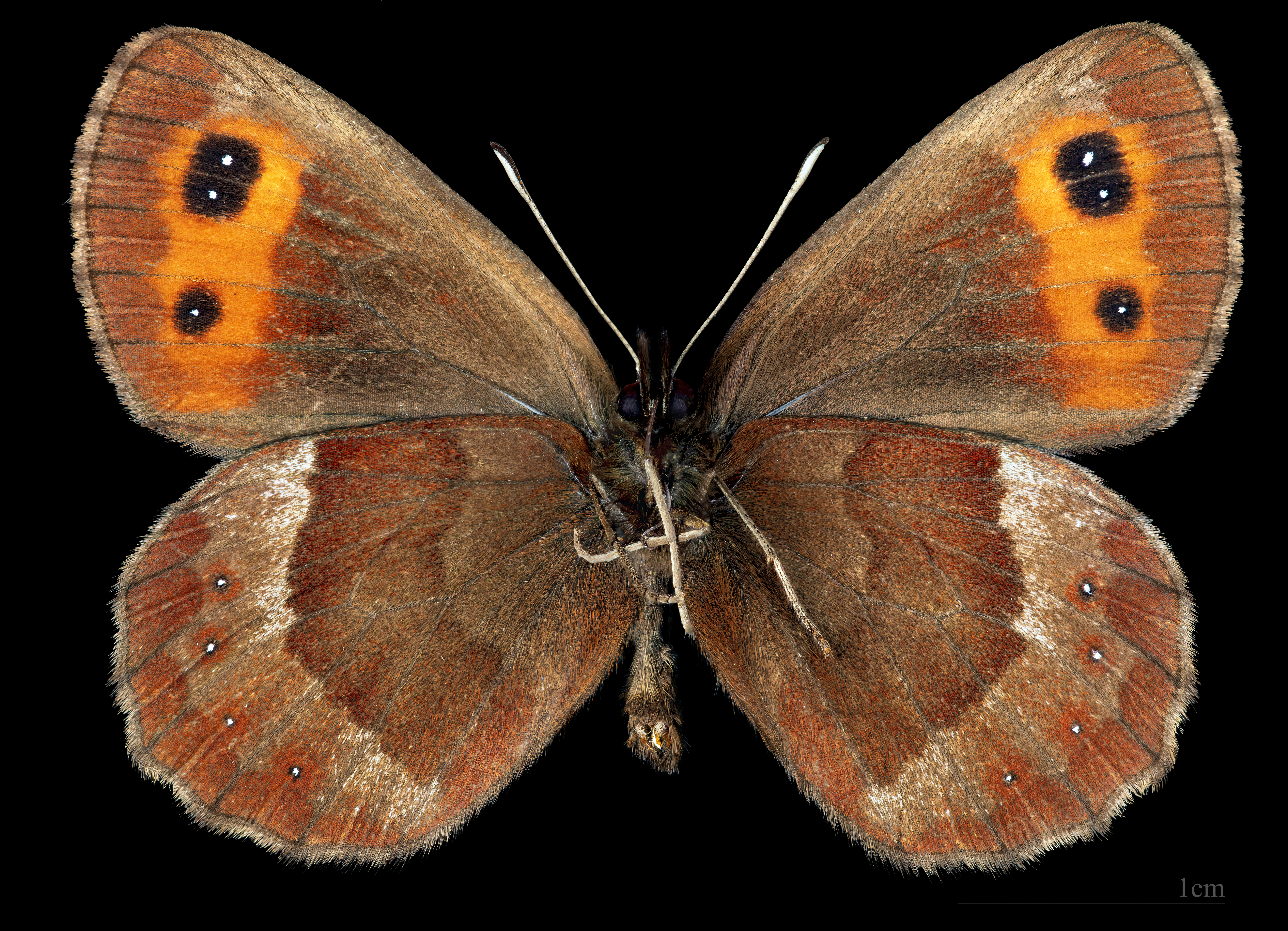
Erebia aethiops ♂  △
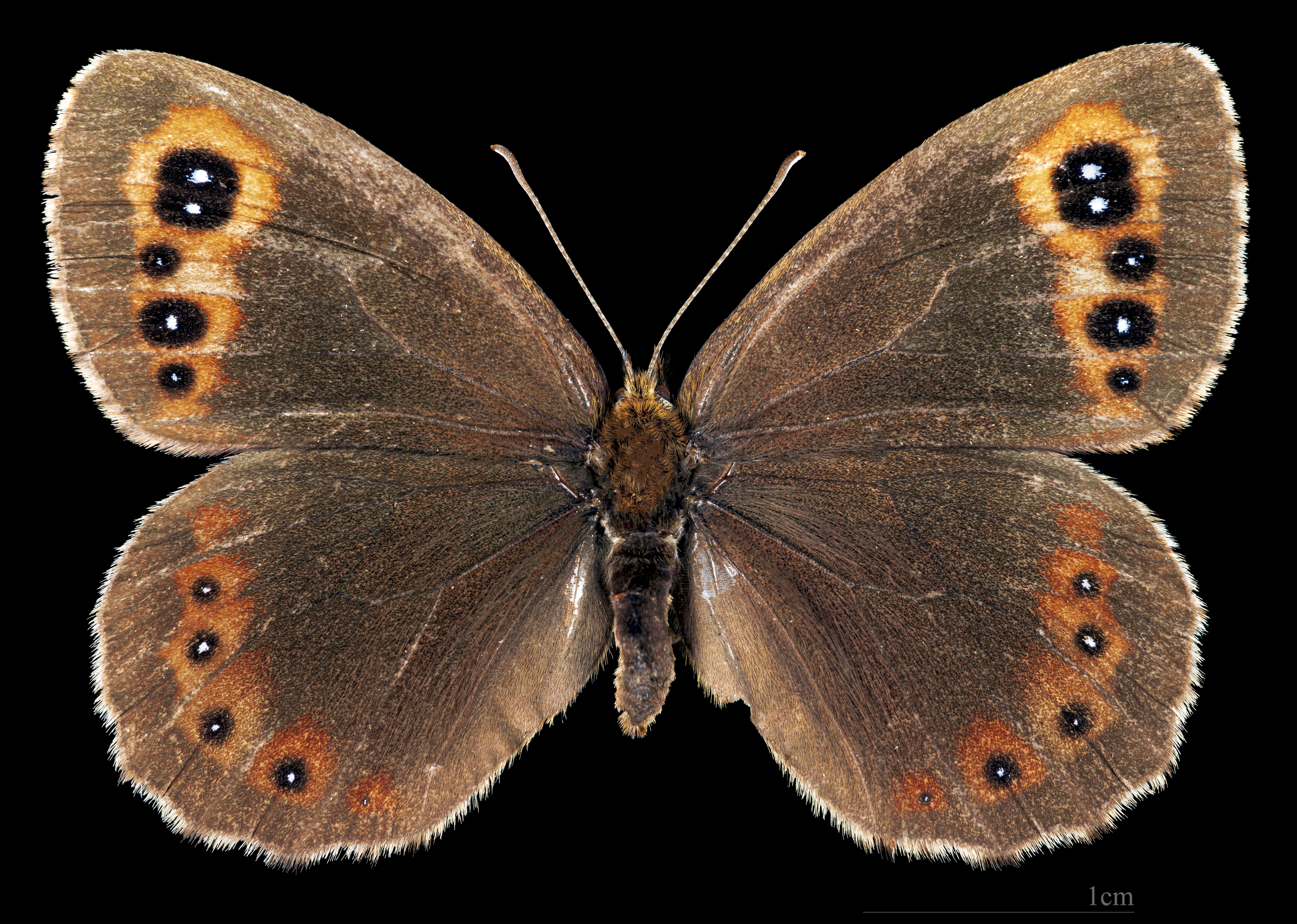
Erebia aethiops ♀
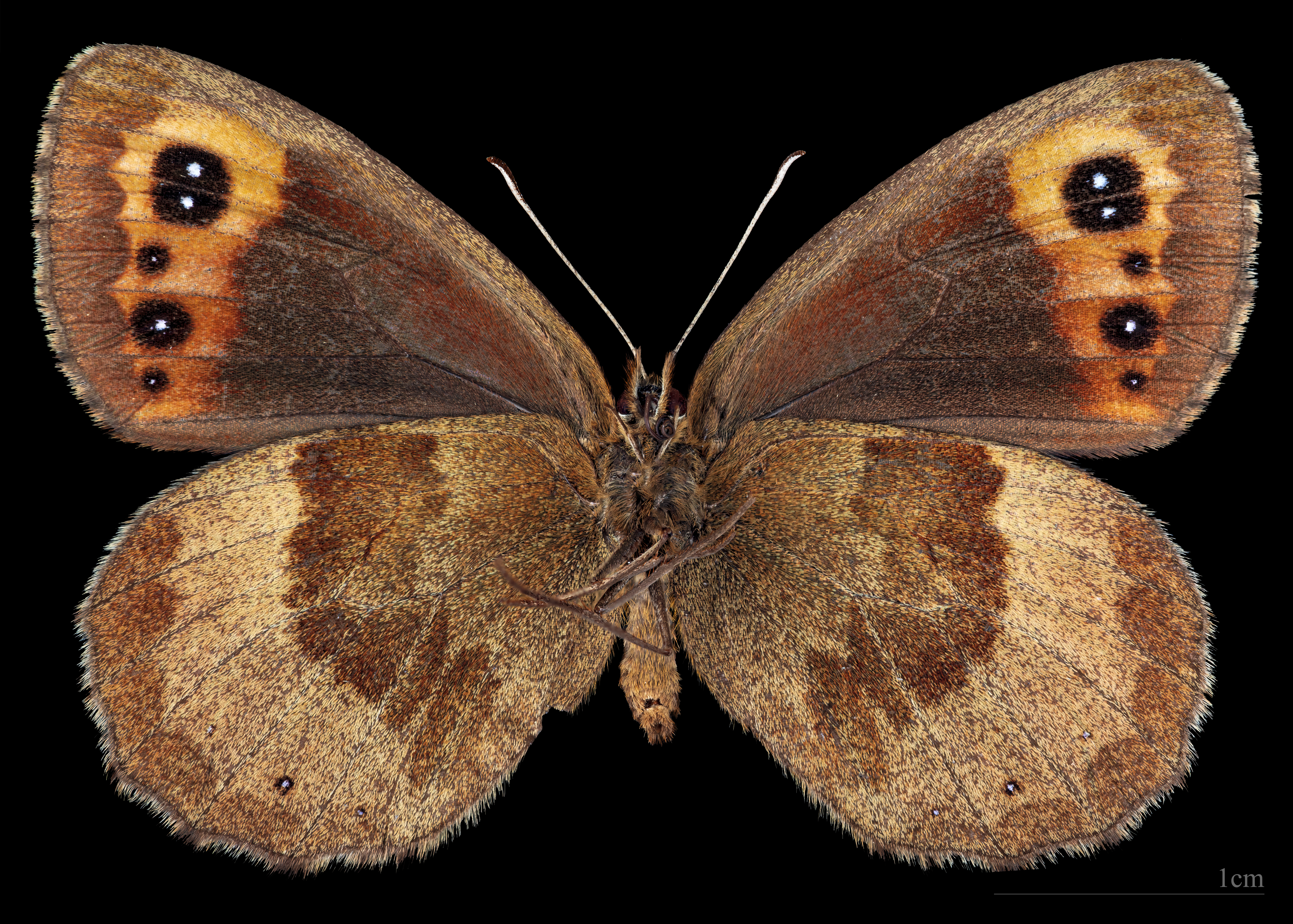
Erebia aethiops ♀ △

Auf der Oberseite der Vorderflügel sind bei Männchen und Weibchen etwas unterschiedlich häufig meist drei große, schwarze bis schwarzblaue, meist auch weiß gekernte Augenflecke in den Zellen fünf, vier und zwei ausgebildet. Die Größe schwankt ebenfalls etwas in Abhängigkeit von der Region. Beim Männchen können weitere, oft nur kleine Flecke in Zelle drei sowie in Zelle 1a und Zelle 6 hinzukommen. Bei den Weibchen wird etwas häufiger als bei den Männchen der Fleck in Zelle 3 ausgebildet, es können außerdem zwei weitere kleine Flecken in Zelle 1a vorhanden sein sowie ein weiterer Fleck in Zelle 6. Die Ausbildung und Anzahl der Augenflecke ist aber regional unterschiedlich. Auch auf den Hinterflügeln sind meist drei bis vier schwarze, weiß gekernte Augenflecke ausgebildet. Allerdings variieren auch hier Größe, Anzahl und weiße Kernung erheblich.
Die Hinterflügelunterseiten der Männchen sind dunkel rotbraun gefärbt und basal gelbbraun. Das Postdiskalband ist silbergrau und meist gut ausgeprägt. Es umschließt kleine weiße Punkte in M2 und Cu1, die gelegentlich schwarz umrandet sind. Gelegentlich sind die Binden aber auch erst bei geeignetem Lichteinfall zu erkennen. Die Hinterflügelunterseite der Weibchen ist noch variabler gefärbt. Prinzipiell lassen sich unterscheiden: die gräuliche Basalregion, die braune bis dunkelbraune Diskalregion, die sehr variable Postdiskalregion und eine bräunliche Submarginalbinde. Die Färbung des Postdiskalbandes variiert von gelblich, gelblichbraun bis zu silbergrau und violettgrau. In dem Band befinden sich weiße Punkte, seltener auch weiß gerandete schwarze Punkte in unterschiedlicher Anzahl.
Die Hinterflügelunterseiten des Weibchens sind bräunlich bis gelblichbraun, während das Postdiskalband lederfarben ist. Die Fransen sind bei den Weibchen dunkelbraun-weiß gescheckt, bei den Männchen eher einheitlich (hell-)grau.
Das Ei ist in der Grundform oval, am oberen Ende schwach abgeplattet, am unteren Ende etwas stärker abgeplattet. Die Oberfläche weist 20 bis 28 Längsrippen auf. Das Ei ist kurz nach der Ablage gelblich weiß, nach wenigen Tagen wird es hellbeige und es tritt eine dunkelbraune Punktierung auf.
Die erwachsene Raupe (L4) ist gelbbraun gefärbt. Die dunkle Rückenlinie ist hellgesäumt, auf den ersten Segmenten schwach ausgebildet, erst auf den hinteren Segmenten deutlicher gezeichnet. Die Nebenrückenlinien sind oft in Striche aufgelöst. Oberhalb der Seitenlinie, die oberhalb der Stigmen verläuft (Epistigmatale), können dunkelbraune keilförmige Flecke ausgebildet sein. Die keilförmigen Flecke sind aber nicht bei allen Raupen vorhanden. Die Fortsätze über dem After sind sehr kurz. Der Kopf ist braun gefärbt. Die längsten Haare der L4-Raupe messen 0,5 bis 0,6 Millimeter.
Die Puppe ist relativ kurz und gedrungen; sie ist 12,5 bis 14,5 Millimeter lang. Der Kopf, der Thorax und Flügelscheiden sind hellbeige gefärbt. Der Hinterleib ist meist etwas dunkler. Der Hinterleib zeigt auf dem Rücken eine schwache Mittellinie und je zwei sehr schwache Nebenlinien, die der Rückenlinie, der Nebenrückenlinie und der Epistigmatalen der Raupen entsprechen. Die Stigmen sind hellbraun. Der Kremaster ist gerundet und ohne Borsten.

### Ähnliche Arten
Der Graubindige Mohrenfalter kann sicher auch anhand von Abbildungen bestimmt werden. Die rotgelbe Binde auf der Unterseite der Vorderflügel ist bei E. aethiops gegen die Wurzelbasis deutlich begrenzt. Bei Erebia ligea und Erebia euyrale können sie dagegen gegen die Flügelbasis erweitert sein. Die Fransen sind bei E. aethiops einfarbig graubraun, beim Weißbindigen Mohrenfalter (Erebia ligea) und beim Weißbindigen Bergwald-Mohrenfalter (Erebia euyrale) dagegen schwarz-weiß gescheckt. Die Flugzeiten des in gewissen Farb- und Zeichnungsvariationen ebenfalls etwas ähnlichen Rundaugen-Mohrenfalters (Erebia medusa) schließen sich quasi aus:  Erebia medusa fliegt im Mai und Juni, nur selten und abgeflogen auch noch Anfang Juli, der Graubindige Mohrenfalter dagegen von Ende Juli bis Mitte August, sehr selten auch schon Anfang Juli.

## Geographische Verbreitung und Lebensraum
Der Graubindige Mohrenfalter ist verbreitet in Schottland, lokal in Nordwestengland, in Frankreich im Zentralmassiv, den Cevennen, im Haut-Languedoc und im zentralen Osten. Er kommt weiterhin vor von Belgien bis Lettland, in der Schweiz, auf dem Balkan und Nordgriechenland (Rhodopen), in den Apuanischen Alpen und den Ligurischen bis Cottischen Alpen. Er ist nicht vertreten in Norddeutschland und Fennoskandinavien. Im Osten zieht sich das Verbreitungsgebiet bis nach Sibirien und den Altai. Im Süden bis in die Nordtürkei und das Kaukasusgebiet.
Zu den Lebensräumen des Graubindigen Mohrenfalters zählen Waldränder und Lichtungen in Laubmischwäldern und angrenzende trockene oder feuchte Wiesen. Dazu gehören auch Kohldistelwiesen und Hochstaudenfluren in Wiesentälern. Zu nennen sind auch Trockenhänge (Wacholderheiden) am Rande eichenreicher Wälder sowie Ränder und Lichtungen in Trockenwäldern. In den Alpen kommt er von etwa 600 Meter bis in über 2000 Meter Höhe vor. In Schottland kommt er von Meereshöhe bis etwa 500 Meter über NN vor.

## Lebensweise
Der Graubindige Mohrenfalter bildet eine Generation pro Jahr, deren Falter von Ende Juli bis Mitte August, seltener auch bis Anfang September fliegen. In tieferen Lagen sind die Falter eher in den Morgenstunden aktiv und besuchen Blüten. Die heißeste Zeit des Tages verbringen sie ruhend im Schatten. Zu den Nektarpflanzen des Falters zählen Silberdistel (Carlina acaulis), Wald-Witwenblume (Knautia dipsacifolia), Acker-Witwenblume (Knautia arvensis), Tauben-Skabiose (Scabiosa columbaria), Dost (Origanum), Wiesen-Flockenblume (Centaurea jacea), Acker-Kratzdistel (Cirsium arvense), Stängellose Kratzdistel (Cirsium acaule) und Nickende Distel (Carduus nutans). Die Eier werden einzeln an Gräser geklebt. In der Zucht wurde beobachtet, dass die Eiräupchen nach 15 Tagen geschlüpft sind. Andere Quellen geben die Zeit von Eiablage bis zum Schlupf mit 10 bis 14 Tage an. Die Raupen fressen an folgenden Gräsern: Blaues Pfeifengras (Molinia caerulea), Moor-Blaugras (Sesleria caerulea), Horst-Segge (Carex sempervirens), Braun-Segge (Carex nigra), Rost-Segge (Carex ferruginea), Aufrechte Trespe (Bromus erectus), Fieder-Zwenke (Brachypodium pinnatum), Land-Reitgras (Calamagrostis epigejos), Gewöhnliches Knäuelgras (Dactylis glomerata), Echter Schaf-Schwingel (Festuca ovina), Gewöhnlicher Rot-Schwingel (Festuca rubra), Schneeweiße Hainsimse (Luzula nivea), Gewöhnliches Rispengras (Poa trivialis), Gewöhnliches Ruchgras (Anthoxanthum odoratum), Gemeines Zittergras (Briza media). Die Raupe überwintert im ersten oder zweiten Stadium. Es können vier oder fünf Stadien ausgebildet werden, meist sind es vier Stadien. Die ersten beiden Stadien fressen gewöhnlich am Tag, die folgenden Stadien meist in der Dämmerung bis Mitternacht. Die Verpuppung erfolgt im Frühjahr. Unter Zuchtbedingungen fertigte die verpuppungsbereite Raupe aus Spinnfäden und Pflanzenteilen eine Kammer.

## Gefährdung
Rote Liste BRD: Stufe 3 („gefährdet“).

## Taxonomie
Die Variabilität von Grundfarbe und Zeichnung, vor allem auch Anzahl und Ausbildung von Augenflecken und die unterschiedliche Färbung und Zeichnung der Hinterflügelunterseiten sowie die unterschiedliche Größe der Falter führte zur Benennung zahlreicher Unterarten, Varietäten und „Aberrationen“. Die Merkmalskombinationen treten jedoch selten konstant in einer regional begrenzten Population auf, so dass die Grundlage für die Benennung von Unterarten meist nicht gegeben ist. Das Taxon Erebia aethiops wird derzeit in etwa drei Unterarten unterteilt, eine durchgreifende Revision des Taxons liegt bisher nicht vor:
- Erebia aethiops aethiops (Esper, 1777); die Nominatunterart, in den Mittelgebirgen, Nordalpen
- Erebia aethiops melusina Herrich-Schäffer, 1847; Kaukasus
- Erebia aethiops rubria Fruhstorfer, 1909[2]; Kanton Tessin, Misox, Calancatal und Simplonsüdseite.

Wohl keine eigenen Unterarten stellen Erebia aethiops sapaudia Fruhstorfer, 1917 vom Salève, südlich des Genfer Sees und Erebia aethiops altivaga Fruhstorfer, 1917 dar. Sonderegger (2005) fand keine konstanten Unterschiede zu anderen Populationen.
Die früher auch als Unterarten aufgefassten Taxa caledonia Verity, 1911 und nigra Mousley, 1910 werden heute lediglich als Formvariationen betrachtet. Infrasubspezifisch sind (Auswahl!):
- Erebia aethiops ab. ignota Higgins, 1930[12], Altai-Gebirge
- Erebia aethiops ab. goltzi Korshunov, 1998[12], Ural-Gebirge
- Erebia aethiops ab. depupillata Stein, 1918[11]
- Erebia aethiops ab. flavescens Tutt, 1896[11]
- Erebia aethiops ab. freyeri Oberthür, 1911[11]
- Erebia aethiops ab. huebneri Oberthür, 1912[11]
- Erebia aethiops ab. infasciata Warren, 1936[11]
- Erebia aethiops ab. nigra Wheeler, 1903[11]
- Erebia aethiops ab. stricta Wheeler, 1903[2]
- Erebia aethiops ab. violacea Wheeler, 1903[2]
- Erebia aethiops ab. sapaudia Fruhstorfer, 1917[2]
- Erebia aethiops ab. perfusa Eisner, 1946[13]
- Erebia aethiops ab. semicaeca Eisner, 1946[13]